# سمفونی شماره ۶ (دورژاک)

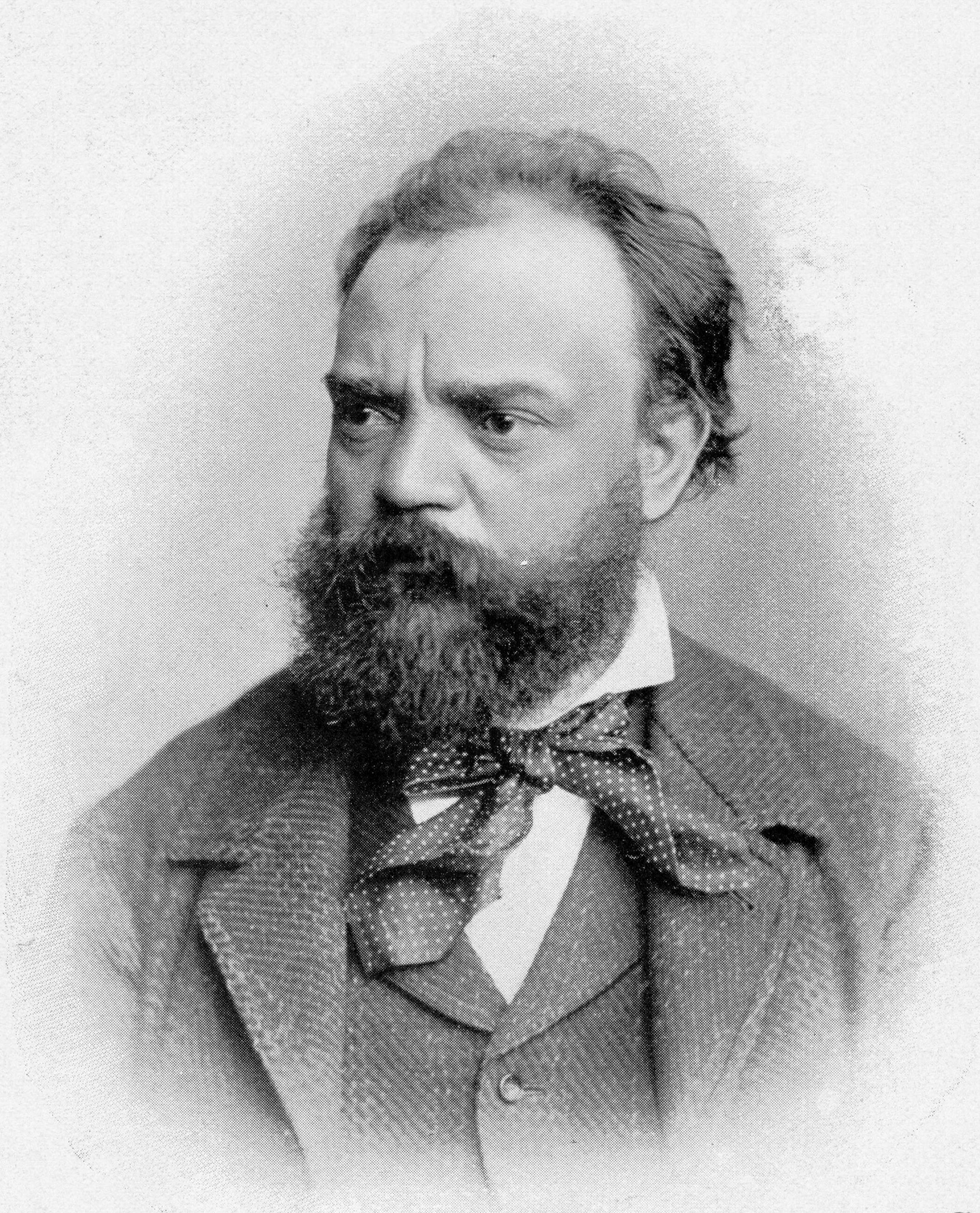
دورژاک در سال ۱۸۹۷

سمفونی شماره ۶ (انگلیسی: Symphony No. 6) ششمین سمفونی از مصنف و آهنگساز کلاسیک سبک رمانتیک اهل چک، آنتونین دورژاک است که در سال ۱۸۸۰ تصنیف گردید. این سمفونی در فهرست آثار هنرمند، دارای اپوس شماره ۶۰ است و در گام ر ماژور نوشته شده‌است. سمفونی در حقیقت با نام سمفونی شماره ۱ منتشر گردید و به شخص هانس ریشتر اهدا گردید که در آن زمان، رهبری ارکستر فیلارمونیک وین را بر عهده داشت. سمفونی دارای ۴ موومان و مدت زمان اجرای آن در حدود ۴۰ دقیقه است. این سمفونی نخستین کار بزرگ دورژاک در قالب ارائهٔ یک اثر برجسته بود که توجهی جهانی را برای مصنفش به ارمغان آورد

## نگارخانه

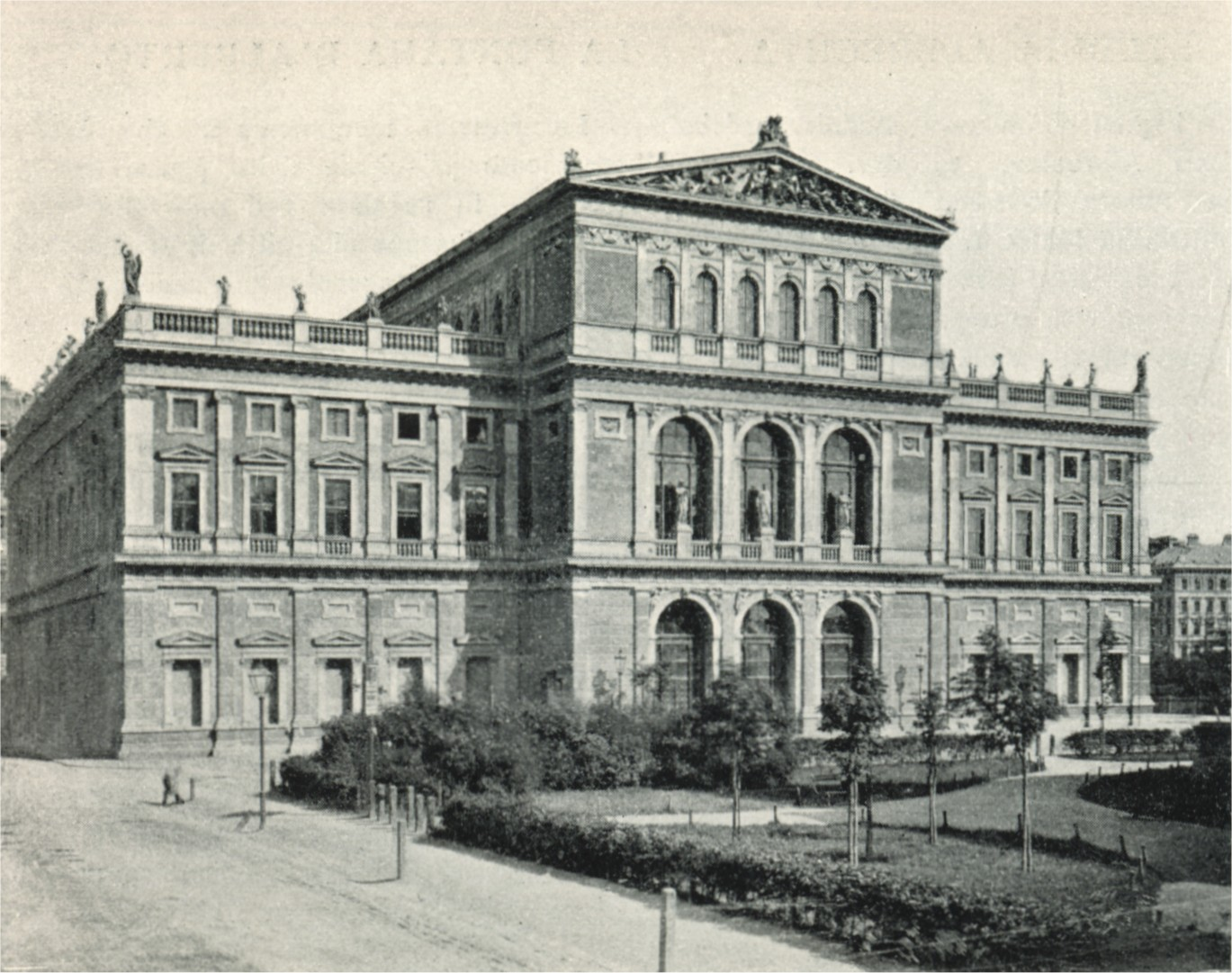
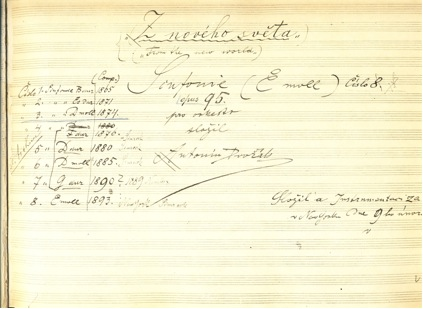
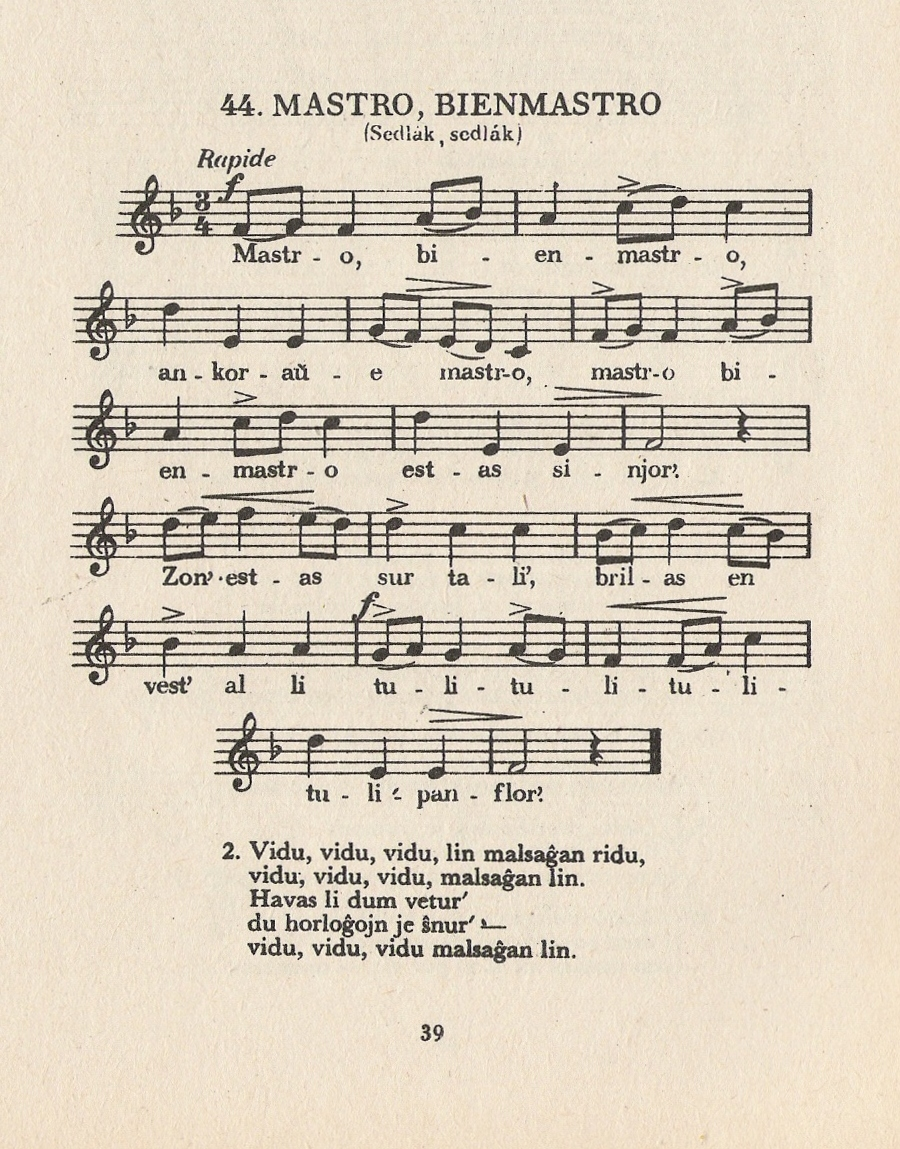